# Mary Davies Wilburn
Mary Davies Wilburn (Londra, 17 maggio 1883 – New York, 29 luglio 1987) è stata la più longeva dei superstiti del Titanic, morta a 104 anni.

## Biografia

### Sul Titanic
Mary Davies si imbarcò sul Titanic a Southampton, in Inghilterra, in una cabina di seconda classe, per andare a trovare la sorella, Elsie F. Langford, che abitava a Staten Island, negli Stati Uniti. La notte in cui si verificò la collisione tra la nave e l'iceberg stava dormendo nella propria cabina. Si svegliò, ma le fu detto che non c'era alcun pericolo. Tornò così a dormire, per essere poi svegliata di nuovo alcuni minuti dopo e invitata a salire sul ponte più alto, dal momento che la nave stava affondando. Si vestì in fretta e aiutò a vestirsi anche Lucy Ridsdale, la sua compagna di cabina che si trovava nella cuccetta inferiore e che era afflitta da piede equino. Le due donne si diressero verso il ponte che ospitava le lance di salvataggio, dove vennero aiutate da due uomini a salire sulla lancia numero 13.
Mary Davies notò che la visibilità era ottima, il mare era calmo e una grande luna piena illuminava tutto l'oceano per chilometri intorno. Poco tempo dopo la nave s'inabissò. Alle prime ore del mattino la scialuppa con Mary e gli altri naufraghi fu avvistata dal RMS Carpathia, e gli occupanti della lancia furono issati a bordo. Lei era semisvenuta per la stanchezza e per il freddo.

### La vita dopo il Titanic
Mary Davies ritornò in Inghilterra un paio di mesi dopo il disastro, quando la White Star Line, compagnia proprietaria del Titanic, le offrì un biglietto di ritorno gratuito. Ritornò poi negli Stati Uniti nel 1913, trovando lavoro come cuoca e dove nel 1915 sposò John A. Wilburn, dal quale ebbe un figlio, Carl. Il marito morì nel 1972 e il figlio nel 1994. Mary invece morì il 29 luglio 1987 a Syracuse, New York, all'età di 104 anni. È stata la sopravvissuta al disastro del Titanic più longeva e uno dei 30 superstiti ancora vivi quando il relitto venne individuato in fondo all'oceano nel 1985.